# 1903 en musique
| \| • Retour à la chronologie générale de la musique populaire • \| |
| XXIe siècle • XXe siècle • XIXe siècle • XVIIIe siècle XVIIe siècle • XVIe siècle • XVe siècle • XIVe siècle XIIIe siècle • XIIe siècle • XIe siècle • Xe siècle IXe siècle • VIIIe siècle • Haut Moyen Âge • Rome • Grèce |
| • Retour à la chronologie générale de la musique populaire • |

| • Retour à la chronologie générale de la musique populaire • |

| Années de la musique populaire : 1900 - 1901 - 1902 - 1903 - 1904 - 1905 - 1906    |
| Décennies de la musique populaire : 1870 - 1880 - 1890 - 1900 - 1910 - 1920 - 1930 |

Cet article présente les faits marquants de l'année 1903 en musique.

## Évènements
- 5 mars : Ouverture du Moulin-Rouge.
- Juillet-septembre : L'article « Notes and Negro Music » de l'archéologue de Harvard, Charles Peabody, paru dans Journal of American Folklore, comprend l'une des premières discussions publiées sur la musique qui sera connue plus tard sous le nom de blues, dans le comté de Coahoma, au nord du Mississippi[1].
- Le « père du blues » W. C. Handy entend pour la première fois un guitariste jouer cette musique avec un bottleneck dans la gare de Tutwiler, Mississippi[2].
- Victor crée un disque de 12 pouces pour l'opéra et autres sélections, avec un temps de lecture accru de 3 minutes 30[1].
- Novembre : Tom Turpin publie St. Louis Rag, morceau écrit pour célébrer l'Exposition universelle de 1904[3].

## Naissances
- 10 mars : Bix Beiderbecke, cornettiste, pianiste et compositeur de jazz américain († 6 août 1931).
- 21 février : Scrapper Blackwell, guitariste de blues américain († 7 octobre 1962).
- 3 mai : Bing Crosby, chanteur et acteur américain († 14 octobre 1977).
- 8 mai : Fernandel (Fernand Joseph Désiré Contandin), acteur, humoriste, chanteur et réalisateur français († 26 février 1971).
- 29 mai : Bob Hope, chanteur, acteur et humoriste américain († 27 juillet 2003).
- 26 juin : Saint Louis Jimmy, compositeur, pianiste et chanteur de blues américain († 30 décembre 1977).
- 18 août : Émilienne-Henriette Boyer dit Lucienne Boyer, chanteuse française († 6 décembre 1983).
- 16 octobre : Big Joe Williams, chanteur et guitariste de blues américain († 17 décembre 1982).
- 28 décembre : Earl Hines, pianiste et chef d'orchestre de jazz américain († 22 avril 1983).